# Muntele Mitchell
Mount Mitchell, la altitudinea de 2.037 m deasupra n.m. este cel mai înalt munte din munții Apalași. Muntele Mitchell este situat în parcul național care-i poartă numele din statul Carolina de Nord, Statele Unite ale Americii. Muntele, care este totodată cel mai înalt punct la est de Fluviul Mississippi, este traversat de cea mai lungă cale de drumeție din lume Appalachian Trail (circa 3440 km).
Muntele poartă numele profesorului Elisha Mitchell, care a determinat în anul 1835 înălțimea muntelui. Escaladarea sa, după construirea șoselei ce traversează parcul național, este relativ ușoară. După o cale flancată de o pădure de conifere se ajunge pe pisc, unde este un punct de belvedere și o placă comemorativă dedicată profesorului  Mitchell.